# Saint-Émilion

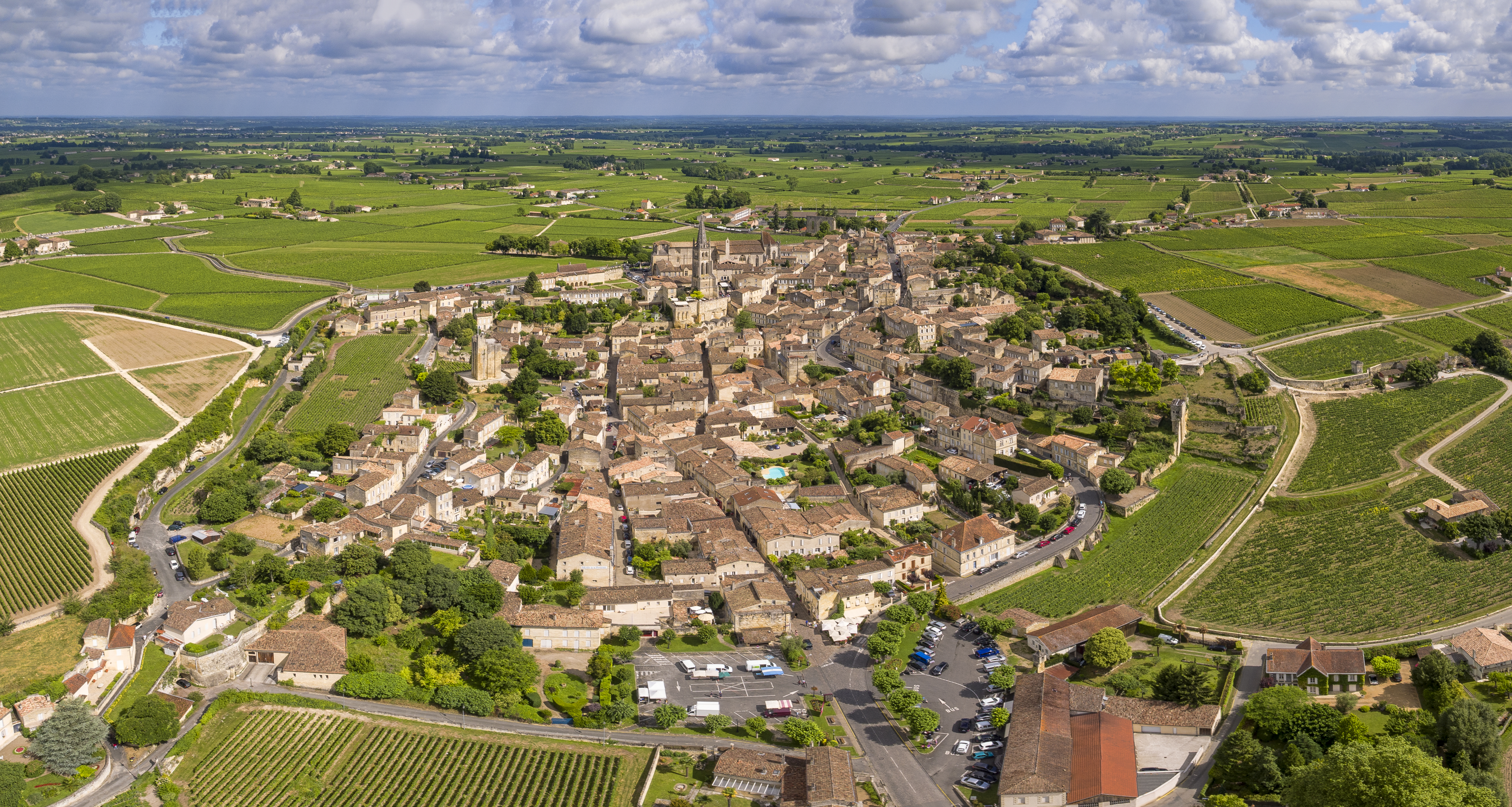
Panorama miasta

Saint-Émilion – miasteczko i gmina we Francji, w regionie Nowa Akwitania, w departamencie Żyronda. Miasto znane jest z produkcji win i bogatego krajobrazu, usłanego winnicami i starymi murami. W 1999 miasteczko i jego winiarski krajobraz zostały wpisane na listę światowego dziedzictwa UNESCO. W mieście znajdują się budowle gotyckie i romańskie pochodzące z czasów od IX w. Nazwa miasteczka pochodzi od imienia mnicha Emiliana (Emillion) przybyłego z Bretanii w VIII w. Osada usytuowana jest na dwóch wapiennych wzgórzach, z których rozciąga się widok na dolinę wypełnioną winnicami. Na jednym ze wzgórz znajduje się Chateau du Roi - budowla z 1224).

## Demografia
Według danych na rok 2020 gminę zamieszkiwało 1889 osób, a gęstość zaludnienia wynosiła 70,2 osób/km².

## Współpraca
Miejscowość partnerska:
- Durbuy, Belgia